# Unterseeboot 645
L'Unterseeboot 645 ou U-645 est un sous-marin allemand (U-Boot) de type VIIC utilisé par la Kriegsmarine pendant la Seconde Guerre mondiale.
Le sous-marin est commandé le 20 janvier 1941 à Hambourg (Blohm & Voss), sa quille est posée le 17 décembre 1941, il est lancé le 3 septembre 1942 et mis en service le 22 octobre 1942, sous le commandement du Leutnant zur See Otto Ferro.
Porté disparu en décembre 1943 dans l'Atlantique Nord.

## Conception
Unterseeboot type VII, l'U-645 avait un déplacement de 769 tonnes en surface et 871 tonnes en plongée. Il avait une longueur totale de 67,10 m, un maître-bau de 6,20 m, une hauteur de 9,60 m et un tirant d'eau de 4,74 m. Le sous-marin était propulsé par deux hélices de 1,23 m, deux moteurs diesel Germaniawerft M6V 40/46 de 6 cylindres en ligne de 1 400 cv à 470 tr/min, produisant un total de 2 060 à 2 350 kW en surface et de deux moteurs électriques BBC GG UB 720/8 de 375 cv à 295 tr/min, produisant un total 550 kW, en plongée. Le sous-marin avait une vitesse en surface de 17,7 nœuds (32,8 km/h) et une vitesse de 7,6 nœuds (14,1 km/h) en plongée. Immergé, il avait un rayon d'action de 80 milles marins (150 km) à 4 nœuds (7,4 km/h; 4,6 milles par heure) et pouvait atteindre une profondeur de 230 m. En surface son rayon d'action était de 8 500 milles nautiques (soit 15 700 km) à 10 nœuds (19 km/h). 
L'U-645 était équipé de cinq tubes lance-torpilles de 53,3 cm (quatre montés à l'avant et un à l'arrière) qui contenait quatorze torpilles. Il était équipé d'un canon de 8,8 cm SK C/35 (220 coups) et d'un canon antiaérien de 20 mm Flak. Il pouvait transporter 26 mines TMA ou 39 mines TMB. Son équipage comprenait 4 officiers et 40 à 56 sous-mariniers.

## Historique
À l'issue de sa période d'entraînement à la 5. Unterseebootsflottille jusqu'au 30 avril 1943 il rejoint son unité de combat dans la 3. Unterseebootsflottille.
L'U-645 quitte Kiel le 24 avril 1943 pour sa première patrouille de guerre dans l'Atlantique.
Le 12 juin 1943 à 13 h 0, l'U-645 est attaqué au nord des Açores par un bombardier Liberator B-24 FL932 du No. 86 Squadron RAF (en), escortant le convoi TA-48. L'avion largue cinq charges de profondeurs qui tombent au plus près à une quinzaine de mètres de leur cible, lui causant de légers dégâts. Des coups de feu ont également été échangés durant une trentaine de minutes sans dommage notable.
Il est de nouveau attaqué trois heures plus tard, au nord des Açores, par un autre bombardier B-24 Liberator FK226 du même escadron, escortant également le convoi TA-48. Un échange de coups de feu a lieu durant une dizaine de minutes. L'avion largue cinq charges de profondeur qui explosent à une soixantaine de mètres à tribord du submersible. La flak endommage le fuselage et le réservoir de carburant de l'avion. L'incendie qui s'ensuit, promptement maîtrisé, tue un aviateur de l'équipage. Ces dégâts forcent l'avion à retourner à sa base. L'U-Boot s'enfuit. Il rentre à la base de Brest le 22 juin 1943, sans compter aucun succès.
En septembre 1943, l'U-645 traque les convois dans l'Atlantique Nord. Le convoi ON-202 avait appareillé Liverpool le 15 septembre 1943 en direction d'Halifax. Une manœuvre d'évitement de la meute Leuthen, repérée par Ultra avait été ordonnée, mais elle était mal calculée. Le convoi subit donc le 19 septembre la première attaque des sous-marins allemands. L'ONS-18, à la marche plus rapide dans la même direction ayant également effectué une manœuvre de détournement trop courte, s'est fait repérer par les U-Boote. Les deux convois (et surtout leurs escortes), fusionnent le 20 au soir pour repousser l'attaque allemande, renforcé par un groupe d'escorte supplémentaire.
La bataille duree jusqu'au 23 septembre. Les Alliés bénéficient de trois groupes d'escorte, d'un porte-avions auxiliaire (un MAC) et du brouillard intermittent. En outre, pendant la durée des combats, le convoi resta à portée des Liberator basés à terre. Du côté allemand,  les U-Boote reviennent en Atlantique Nord après le retrait ordonné au mois de mai. Ils étrennent les torpilles acoustiques Zaunkönig (torpilles G7). Elles font des ravages parmi les escorteurs (dotées d'une tête explosive plus légère, elles sont spécialement conçues pour endommager les escorteurs plus agiles, permettant aux U-Boote d'attaquer les cargos plus lents au moyen des torpilles usuelles).
L'avantage penche du côté allemand, avec dix navires détruits (dont quatre escorteurs) pour seulement trois des leurs. En regard des défaites du mois de mai, c'est encourageant ; bien que temporaire :  les Alliés mettent rapidement au point une parade à la torpille acoustique. Au soir du 20 septembre, l'U-645 coule de deux torpilles un navire marchand américain abandonné par l'équipage, étant endommagé par l'U-238 quelques heures avant. 
Le 8 octobre 1943, les U-Boote de la meute Rossbach repèrent le convoi SC-143 et tentent de l'attaquer. Celui-ci avait appareillé d'Halifax le 28 septembre 1943. Les sous-marins se font repousser par les navires d'escorte et surtout par les avions de protection du convoi. Les seuls succès reviennent soit aux torpilles acoustiques (qui coulent l'un des destroyers escorteurs) soit sont remportés contre des navires dispersés par la tempête du lendemain. Faible résultat en considération de la perte de trois sous-marins. C'est donc un nouvel échec dans la guerre des convois en Atlantique Nord. Le SC-143 parvient à Liverpool le 12 octobre. Le 9 octobre au matin, l'U-645 coule d'une torpille un retardataire américain du convoi à environ 475 miles au sud de l'Islande. Le navire a coulé en quinze minutes, emportant treize des soixante-sept membres d'équipage. Les survivants sont secourus deux heures plus tard par les HMCS Kamloops (en) et HMS Duckworth (en).
L'U-645 quitte La Pallice le 2 décembre 1943 pour patrouiller dans l'Atlantique Nord. L'U-645 émet son ultime message radio le 12 décembre 1943 à la position approximative 49° 30′ N, 22° 30′ O, alors qu'il est en route vers sa zone opérationnelle avec la meute Coronel 2, au nord des Açores. Le bateau devait rejoindre les groupes Coronel 3 et Borkum ; il est finalement considéré comme porté disparu après plusieurs échecs pour entrer en contact avec lui, le 13 janvier 1944.
Les quarante-cinq membres d'équipage sont morts dans cette disparition.

### Fait précédemment établi
- Coulé le 24 décembre 1943 dans l'Atlantique Nord, au nord-est des Açores, à la position 45° 20′ N, 21° 40′ O, par des charges de profondeur du destroyer américain USS Schenck (en). Cette attaque fut par la suite attribué à un autre U-boot non identifié.

## Affectations
- 5. Unterseebootsflottille du 22 octobre 1942 au 30 avril 1943 (Période de formation).
- 3. Unterseebootsflottille du 1er mai 1943 au 12 décembre 1943 (Unité combattante).

## Commandement
- Oberleutnant zur See Otto Ferro du 22 octobre 1942 au 12 décembre 1943.

## Patrouilles
|       | Commandant       | Départ          | Départ     | Arrivée          | Arrivée       | Jours     | Succès   |
| ----- | ---------------- | --------------- | ---------- | ---------------- | ------------- | --------- | -------- |
| 1     | Oblt. Otto Ferro | 24 avril 1943   | Kiel       | 22 juin 1943     | Brest         | 60 jours  |          |
| 2     | Oblt. Otto Ferro | 23 août 1943    | Brest      | 21 octobre 1943  | La Pallice    | 60 jours  | 12 788   |
| 3     | Oblt. Otto Ferro | 2 décembre 1943 | La Pallice | 12 décembre 1943 | Porté disparu | 11 jours  |          |
| Total | Total            | Total           | Total      | Total            | Total         | 131 jours | 12 788 t |

Notes : Oblt. = Oberleutnant zur See

### Opérations Wolfpack
L'U-645 opéra avec les Wolfpacks (meute de loups) durant sa carrière opérationnelle.
- Sans nom (5-10 mai 1943)
- Isar (10-15 mai 1943)
- Donau 1 (15-26 mai 1943)
- Leuthen (15-24 septembre 1943)
- Rossbach (24 septembre – 9 octobre 1943)
- Coronel 2 (13-14 décembre 1943)
- Coronel 3 (14-17 décembre 1943)
- Borkum (18-24 décembre 1943)

## Navires coulés
L'U-645 coula 2 navires marchands totalisant 12 788 tonneaux au cours des 3 patrouilles (131 jours en mer) qu'il effectua.
| Date              | Nom                | Nationalité | Tonnage | Convoi | Fait  | Localisation         |
| ----------------- | ------------------ | ----------- | ------- | ------ | ----- | -------------------- |
| 20 septembre 1943 | Frederick Douglass | USA         | 7 176   | ON-202 | Coulé | 57° 03′ N, 28° 08′ O |
| 9 octobre 1943    | Yorkmarr           | USA         | 5 612   | SC-143 | Coulé | 56° 38′ N, 20° 30′ O |